# 前橋靖
前橋 靖（まえばし おさむ、1968年 - ）は、日本の実業家。
かつてフリーターやホームレスなどの生活困窮者の自立支援を掲げ事業展開していた『エム・クルー』の創業者で、元代表取締役。現在は企業再生などを手掛ける『アクシスパートナーズ』の代表取締役。趣味が高じてマルチ冒険家としても活躍をしている。

## 略歴・人物
自著や下記のウェブサイトなどによると、高校卒業後に印刷会社に就職するも、上司の叱責に嫌気がさし2週間ほどで退社し、以降は車で寝泊りをしながら建設現場で日雇い労働に従事、そのうちホームレス状態に陥る。ゴミ漁りをしていたある日、他のホームレス男性から咎められたことをきっかけに発奮し運送会社に就職、そこで働くうちに請負業のヒントを得、1997年3月にエム・クルー社の前身となる『有限会社トラスティー』を創業。その後、2003年にフリーターやホームレス・刑務所等からの出所者の自立支援を目的として、東京・渋谷区に簡易宿所「レストボックス」を開設した
2005年　「アントレプレナー・オブ・ザ・イヤーJAPAN」のスタートアップ部門に選出されたことが評価され、マスコミでも気鋭の社会企業家と持て囃された。
2007年9月　自転車にて日本縦断をする。
2007年10月　参議院臨時国会にて日本共産党の小池晃より「ピンハネ暴利！竹中元総務相と親密」と指摘され、多くのマスコミより追及され、その後2009年4月(株)エム・クルー代表取締役を辞任。
2009年12月　日本自動車連盟国内B級ライセンス取得。国内A級ライセンス取得。
2010年9月　日本自動車連盟公認レース1000ccCUPに参戦し、国際C級ライセンスに昇格。
2011年8月　国際ラリー「RALLY MONGOLIA」に参戦。半数近くがリタイヤする中3122.36kmをフル完走。
2012年9月　自転車にてアメリカ大陸を横断する。
2013年8月　国際自動車連盟公認「FIA ASIA CROSS COUNTRY RALLY 2013 タイ～ラオス区間」に参戦し完走、と国際ラリードライバーとして活躍。
2014年10月　ミクロネシア連邦チューク州トラック諸島で、ウェイクボードにて世界最大級のトラック環礁150kmを滑り抜き、ギネス世界記録に承認される。
2015年2月　マリンスポーツ専門誌「HOTWATER」にて特集される。
2015年9月　外務省副大臣中山泰秀を表敬訪問する。
2015年12月　ミクロネシア連邦政府から感謝の意をうけ表彰される。
2016年10月　ミクロネシア連邦政府より観光親善大使に任命される。
2017年3月　バイオエタノール燃料を使った車両にてオーストラリア縦断。その取り組みはNHKでも紹介される。
2018年4月 日本セーリング連盟特別加盟団体日本カイトボード連盟理事に就任する。
2019年4月 ノルウェーで行われたスノーカイト１５０キロレースRedBull Ragnarokスノーボードの部に日本人として初参戦。
2020年12月 スノーボード専門誌「FREERＵN」にて特集される。
2023年1月　全日本スキー連盟SAJスノーボード検定1級取得。
2023年3月　南極大陸に南極大陸横断チャレンジの視察に行く。

## テレビ番組
- 日経スペシャル ガイアの夜明け 雇用格差 ～漂流する“就職氷河期世代”～（2007年4月3日、テレビ東京）[1]。- 元ホームレスの社長の奮闘を取材。

## 著書
- 『ぼく、路上系社長 ホームレスからでも立ち直れるから大丈夫！』（2006年9月20日、亜紀書房）ISBN 9784750506128
- 『最後のフリーター下克上宣言！ 南池袋「夢追い社長」発』（2007年2月26日、しののめ出版）ISBN 9784434103100